# 藤原義懷
藤原義懷（日语：／，957年—1008年8月20日），是平安時代中期的公卿。藤原北家九條流，攝政太政大臣藤原伊尹的第五子。官至從二位權中納言。
花山天皇執政時期曾作為其舅父而掌有很大的權勢，但花山天皇出家後，藤原義懷也隨之出家而退出政界。

## 生平
藤原義懷的青年時代十分坎坷，天祿3年（972年），16歲時的藤原義懷被授予從五位下的位階，同年父親藤原伊尹暴斃，2年後的天延2年（974年），目睹兩位哥哥（惟賢、義孝）同日病死。不過由於藤原義懷的同母姐姐、冷泉天皇的女御藤原懷子，生下了皇太子師貞親王，藤原義懷作為為數不多的外戚，天元2年（979年）被任命為春宮亮。

## 家谱
- 父亲：藤原伊尹
- 母亲：惠子女王（醍醐天皇孫女）
- 妻子：藤原為雅之女
  - 长子：尋園
  - 次子：延園（？-1040）
  - 三子：藤原成房（982-？）
- 妻子： 藤原為光之長女
  - 兒子：藤原伊成
- 妻子：日向守命茂（姓未知）之女
  - 兒子：尋增
- 生母不明的子女
  - 兒子：藤原信懷
  - 兒子：藤原教忠

## 相關作品
- 『致光之君』（2024年、NHK大河劇、演：高橋光臣）